# 모롤로
모롤로(이탈리아어: Morolo)는 이탈리아 라치오주 프로시노네도에 위치한 코무네다. 로마로부터 남동쪽 70km, 프로시노네로부터 서쪽 12km 거리에 있다.

## 자매 도시
- 헝가리 호수헤테니